# Happiness Is A Warm Gun
«Happiness Is A Warm Gun» (de l'anglès, «La Felicitat És Un Arma Calenta») és una cançó de la banda britànica de rock The Beatles publicada al seu àlbum doble homònim conegut com The White Album, el 1968. És una composició de John Lennon (acreditada a Lennon/McCartney), el títol original de la qual era «Happiness Is A Warm Gun In Your Hand», frase que Lennon va llegir en una revista.
És una de les cançons més aclamades de Lennon, per la seva particular estructura musical. A més, la revista Rolling Stone la va col·locar a la posició número 24 a la seva llista "Les 100 cançons més grans de The Beatles".

## Origen
D'acord amb John Lennon, va llegir la frase que dona títol al tema en una revista d'armes que George Martin li va enseñar. En una entrevista va explicar: 
Ell em va mostrar la portada d'una revista que deia "La felicitat és una arma calenta a la teva mà". Vaig pensar que era una cosa boja i fantàstica per a dir. Una pistola calenta significa que li acabes de disparar a alguna cosa

## Composició
Lennon va declarar que la cançó era una «classe d'història del rock and roll». Té cinc seccions diferents, encara que dura menys de tres minuts. La cançó comença amb una breu secció acústica (She's not a girl who misses much...). Els tambors, el baix i la distorsionada guitarra apareixen gradualment durant aquesta part de la cançó. Després d'això, el tema canvia i inclou un fragment d'una cançó en la qual Lennon treballava, anomenada «I Need a Fix».
Aquesta secció dona pas a la següent, el cor "Mother Superior jumped the gun". La secció final segueix les pautes del doo wop dels anys 50, amb els cors "Bang bang, shoot shoot".
Les múltiples seccions de la cançó van servir d'inspiració a Radiohead per a la tercera part del seu tema «Paranoid Android», inclòs al seu àlbum de 1997 OK Computer.
Una de les característiques musicals més peculiars del tema és el freqüent canvi de ritme. Comença en 4/4 en temps doble, després la cançó canvia a 3/4 en temps triple per al solo de guitarra i la secció de "I need a fix..." Això dona pas a compassos alterns en 9/8 i 10/8 en "Mother Superior...", per tornar finalment al 4/4 per a la secció final a l'estil doo wop. Durant la secció en què Lennon parla, els instruments continuen en 4/4, excepte una guitarra elèctrica, que realitza un solo en 3/4. Aquest és un dels pocs exemples de polimetría a les cançons de The Beatles.
A una de les gravacions es va afegir una tuba, la qual no va estar acreditada i va ser eliminada de la mescla final.

## Personal
- John Lennon: Veu principal doblegada a dues pistes, cors, guitarra rítmica (Epiphone Casino), òrgan (Hammond RT-3).
- Paul McCartney: Baix (Rickenbacker 4001s), piano (Hamburg Steinway Baby Grand), cors.
- George Harrison: Guitarra principal (Fender Stratocaster "Rocky"), cors.
- Ringo Starr: Bateria (Ludwig Super Classic), pandereta.